# Buenafuente
Buenafuente (abreviado BFN desde septiembre de 2007; anteriormente, BF) fue un programa de televisión español de entretenimiento perteneciente al género conocido como late night show, dirigido y presentado por el humorista Andreu Buenafuente y producido por El Terrat. Desde septiembre de 2007 y hasta el 30 de junio de 2011 se emitió en La Sexta, después de haber pasado por Antena 3 entre enero de 2005 y junio de 2007.

## Historia
Se emitió en las noches de los martes, miércoles y jueves del canal privado Antena 3 desde el 11 de enero de 2005, y continuó la línea de otros programas de Andreu Buenafuente, como La Cosa Nostra y Una altra cosa. Se grabó, emitiéndose parcialmente en directo, en un plató con público en la provincia de Barcelona. Su primera temporada finalizó el 30 de junio de 2005 y la segunda comenzó el 13 de septiembre de 2005.
Antena 3 negoció con el presentador catalán la finalización del contrato con la cadena al término de la tercera temporada, el 28 de junio de 2007, a pesar de haber firmado previamente un contrato por dos temporadas más. Fueron, pues, un total de 303 emisiones las que este programa logró en su etapa en Antena 3. A finales de julio de 2007, Buenafuente anunció el traslado del programa a La Sexta. Las emisiones en La Sexta empezaron desde el mismo punto donde lo dejó, el programa 304, manteniendo intactos casi todos sus colaboradores y secciones típicas. Se estrenó en la nueva cadena el 17 de septiembre de 2007.
El espectáculo supuso el salto de Andreu Buenafuente de la televisión autonómica a la televisión nacional. Aunque el programa se inició con buenas audiencias, llegando incluso a superar al clásico Crónicas marcianas, esos datos no se mantuvieron. De hecho, en su segunda temporada el programa ya se encontraba lejos de liderar las audiencias del late night. 
El 7 de septiembre de 2010, coincidiendo con la presentación de la nueva temporada de la cadena, se desveló el fichaje de Miguel Martín, anterior reportero de CQC, como nuevo colaborador para el programa.
El 25 de mayo de 2011, La Sexta anunció la despedida del programa para el 14 de julio, aunque se acabó adelantando al 30 de junio, debido al cansancio y desgaste de Andreu Buenafuente y posibles causas de descenso de audiencia a causa de los horarios en que el programa se acababa emitiendo (altas horas de la madrugada). El mismo presentador aseguró que se pondría a trabajar en otro proyecto para el 2012.
En el aire (también conocido como En el aire, con Andreu Buenafuente) fue un programa de televisión español perteneciente al género conocido como late night show, presentado por el humorista Andreu Buenafuente y producido por El Terrat. Desde el 18 de noviembre de 2013 y hasta el 11 de junio de 2015 se emitió en La Sexta. Este programa fue una continuación del programa Buenafuente.
Late motiv fue un programa de televisión español que se emitió en #0 de la plataforma Movistar+. Se estrenó el 11 de enero de 2016 en Canal+ y el 1 de febrero comenzó a emitirse en #0 tras el cese de emisiones de Canal+. Terminó de emitirse el 23 de diciembre de 2021. Producido por El Terrat, es el primer programa de Andreu Buenafuente para una televisión de pago. Este programa fue una continuación de los programas Buenafuente y En el aire.

## Guionistas deBuenafuente
El propio Andreu Buenafuente, Javier Abascal, René Álvarez, Rafel Barceló, Álvaro Carmona, Júlia Cot, Tomàs Fuentes, Joan Grau, Oriol Jara, Laura Llamas, Jordi López, Javier Martín, Toni Mata, Álex Navarro, Berto Romero, Roger Rubio y Álex Sala.
Estos son los guionistas de la última temporada, pero no los únicos. Desde la primera temporada en TV Nacional, han pasado por las filas de BFN guionistas de la talla del propio Jordi Évole, David Escardó, Gerard Florejachs, David Lillo, Ángel Cotobal, Javier Durán, Jorge Naranjo, Xavier Roca, Xavi Cassadó, Guillem Dols, Marcos Mas o Jaïr Domínguez, entre otros.

## Premios
- Premio Ondas (2006).
- Premio ATV al mejor presentador de entretenimiento (2006).
- Premio ATV al Comunicador 10 (2007).
- Micrófono de Oro (2007).
- Premio TP de Oro al mejor Programa de espectáculo y entretenimiento (2008).
- Premio ATV al mejor presentador de entretenimiento (2010).
- Premio ATV al mejor guion (2010).
- Premio ATV al mejor presentador de entretenimiento (2011).
- Premio ATV al mejor programa de entretenimiento (2011).

## Audiencias

### Etapa Antena 3
23/02/2005 – 1.785.000 espectadores y 32,7% de cuota.
Programa 303: 1.079.000 espectadores y 15,2% de cuota (fin de etapa).

### Etapa La Sexta
17/12/2007 – 484.000 espectadores y 6,2% de cuota.